# 에스테르 오파림
에스테르 오파림(히브리어: אסתר עופרים, 1941년 6월 13일 ~)은 이스라엘의 가수이며, 유로비전 송 콘테스트 1963에서 스위스 대표로 참가했다.
제파트의 시리아계 유대인 집안 출신으로, 이스라엘 방위군에서 4개월간 복무하던 중 아비 오파림과 만나 결혼하였다.